# Michelle Coleman
Michelle Elizabeth Coleman (Vallentuna, 31 de octubre de 1993) es una deportista sueca que compitió en natación.
Ganó dos medallas de plata en el Campeonato Mundial de Natación, en los años 2015 y 2024, y cinco medallas en el Campeonato Mundial de Natación en Piscina Corta, en los años 2021 y 2022.
Además, obtuvo cinco medallas en el Campeonato Europeo de Natación, en los años 2012 y 2014, y ocho medallas en el Campeonato Europeo de Natación en Piscina Corta, en los años 2013 y 2023.
Participó en tres Juegos Olímpicos de Verano,ocupando el octavo lugar en Londres (4 × 100 m libre), el quinto en Río de Janeiro 2016 (4 × 100 m libre y 4 × 200 m libre) y el quinto en Tokio 2020 (4 × 100 m estilos).

## Palmarés internacional
| Campeonato Mundial                  | Campeonato Mundial     | Campeonato Mundial | Campeonato Mundial |
| Año                                 | Lugar                  | Medalla            | Prueba             |
| ----------------------------------- | ---------------------- | ------------------ | ------------------ |
| 2015                                | Kazán (Rusia)          | Medalla de plata   | 4 × 100 m estilos  |
| 2024                                | Doha (Catar)           | Medalla de plata   | 4 × 100 m estilos  |
| Campeonato Mundial en Piscina Corta |                        |                    |                    |
| Año                                 | Lugar                  | Medalla            | Prueba             |
| 2021                                | Abu Dabi (EAU)         | Medalla de oro     | 4 × 50 m estilos   |
| 2021                                | Abu Dabi (EAU)         | Medalla de oro     | 4 × 100 m estilos  |
| 2021                                | Abu Dabi (EAU)         | Medalla de plata   | 4 × 50 m libre     |
| 2021                                | Abu Dabi (EAU)         | Medalla de bronce  | 4 × 100 m libre    |
| 2022                                | Melbourne (Australia)  | Medalla de bronce  | 4 × 50 m estilos   |
| Campeonato Europeo                  |                        |                    |                    |
| Año                                 | Lugar                  | Medalla            | Prueba             |
| 2012                                | Debrecen (Hungría)     | Medalla de plata   | 4 × 100 m libre    |
| 2014                                | Berlín (Alemania)      | Medalla de oro     | 4 × 100 m libre    |
| 2014                                | Berlín (Alemania)      | Medalla de plata   | 4 × 200 m libre    |
| 2014                                | Berlín (Alemania)      | Medalla de plata   | 4 × 100 m estilos  |
| 2014                                | Berlín (Alemania)      | Medalla de bronce  | 100 m libre        |
| Campeonato Europeo en Piscina Corta |                        |                    |                    |
| Año                                 | Lugar                  | Medalla            | Prueba             |
| 2013                                | Herning (Dinamarca)    | Medalla de plata   | 4 × 50 m libre     |
| 2013                                | Herning (Dinamarca)    | Medalla de plata   | 4 × 50 m estilos   |
| 2013                                | Herning (Dinamarca)    | Medalla de bronce  | 50 m espalda       |
| 2017                                | Copenhague (Dinamarca) | Medalla de oro     | 4 × 50 m estilos   |
| 2017                                | Copenhague (Dinamarca) | Medalla de plata   | 4 × 50 m libre     |
| 2023                                | Otopeni (Rumania)      | Medalla de oro     | 50 m libre         |
| 2023                                | Otopeni (Rumania)      | Medalla de oro     | 4 × 50 m libre     |
| 2023                                | Otopeni (Rumania)      | Medalla de oro     | 4 × 50 m estilos   |